# Principio dell'handicap
Il principio dell'handicap, anche detto del segnale onesto, è un'ipotesi proposta nel 1975 dal biologo Amotz Zahavi, inerente alla comunicazione e al comportamento animale. L'ipotesi è stata successivamente descritta approfonditamente e divulgata al pubblico nel saggio Il principio dell'handicap pubblicato nel 1997.
Secondo questa ipotesi, il segnale emesso da un animale è tanto più attendibile quanto più appare evidente lo sforzo (o spreco, o handicap) nell'emetterlo.
Un dato osservativo che parrebbe supportare l'ipotesi è riscontrabile nei particolari saltelli delle gazzelle, il cosiddetto stotting, usato nei confronti di predatori come i leoni.

## Modelli di handicap
Sebbene il principio dell'handicap fosse considerato inizialmente una teoria controversa, —John Maynard Smith era uno dei primi critici delle idee di Zahavi— è stato successivamente accettato perché supportato da modelli della Teoria dei giochi, in particolare il modello del Gioco di segnalazione di Alan Grafen.

## Principi generali ed esempi empirici
La teoria predice che un ornamento sessuale, o qualsiasi altro segnale, deve essere "costoso", dal punto di vista del fitness del portatore, per poter pubblicizzare uno o più tratti rilevanti nella comunicazione tra il portatore di tali tratti e altri individui (che possono essere eventuali partner, competitori o predatori). Tipici esempi di comunicazione tramite l'utilizzo di handicap comprendono il canto e le danze di corteggiamento di alcune specie di uccelli, la coda del pavone, il pergolato dell'uccello giardiniere o anche l'ostentazione di gioielli ed il senso dell'umorismo. Jared Diamond ha suggerito che certi comportamenti umani eccessivamente audaci, come il bungee jumping, possono essere espressione di istinti evolutisi sotto l'influenza del principio dell'handicap.